# Massacre de Zmievskaïa Balka
Pour les articles homonymes, voir Balka.
Le massacre de Zmievskaïa Balka (en russe : Массовые казни в Змиёвской балке) est un massacre de masse perpétré à Rostov-sur-le-Don en août 1942, durant la Seconde Guerre mondiale, par les forces allemandes d'occupation. 27 000 hommes, femmes, enfants, en majorité juifs, furent fusillés ou tués suivant d'autres procédés. C'est le massacre le plus grave commis sur le territoire de la République socialiste fédérative soviétique de Russie durant la Shoah. Un mémorial a été élevé à la mémoire des victimes.

## Précédents
Depuis une ordonnance de 1880, les Juifs avaient l'autorisation de vivre dans l'oblast du Don, de s'y inscrire à l'université, d'occuper des emplois de fonctionnaires. Ces droits furent réduits quand la ville fut intégrée à l'oblast de l'armée du Don, mais subsistèrent pour ceux qui y étaient établis depuis 1887.
Dans la seconde moitié du XIXe siècle, la ville connut un rapide essor économique et sa population s'accrut. La communauté juive joua notamment un rôle déterminant dans le développement de l'industrie liée au chemin de fer. En 1897, les Juifs représentaient 10 % de la population avec 11 838 ressortissants.
En 1914 : 16 %, ils étaient industriels, marchands, représentants de professions libérales, mais aussi le plus souvent petits boutiquiers et artisans. En 1926, le recensement fait état de 22 777 personnes juives soit 9,8 % de la population totale.

## Prise de la ville
La ville de Rostov-sur-le-Don fut prise à deux reprises par les forces armées allemandes durant la Seconde Guerre mondiale. La première occupation fut de courte durée (du 17 au 28 novembre 1941) et les Allemands eurent le temps de fusiller environ 1 000 Juifs.
Cette première occupation par les troupes allemandes fut organisée à la prise de la ville par celles-ci, sous le commandement du général E. von Kleist. L'attaque des Allemands fut si rapide qu'elle prit de court les forces de l'Armée rouge. De ce fait, les Juifs restèrent en ville, sans avoir eu le temps de la quitter. Les Allemands se mirent à les rechercher immédiatement. Mais, comme cette première occupation ne dura que 11 jours jusqu'au 28 ou 29 novembre le nombre des victimes s'éleva, selon les historiens, à environ mille personnes.

## Massacre de masse
La ville fut prise une seconde fois le 24 juillet 1942. Comme le commandement des forces soviétiques avait affirmé que la ville ne se rendrait jamais, on n'avait pas cru bon d'évacuer plus que quelques personnes. Un conseil des anciens fut créé au sein de la population juive qui était dirigé par le docteur Louré. Très rapidement, un recensement des Juifs fut réalisé avec obligation de porter l'étoile juive pour chaque Juif ayant atteint l'âge de 14 ans.
La direction générale du massacre des Juifs, de prisonniers de guerre, et d'autres victimes dans cette région réalisée par les Einsatzgruppen « D », fut confiée par les Allemands au commandant Walther Bierkamp. La réalisation concrète des massacres par fusillade fut confiée à l'Obersturmbannführer Kurt Christman, chef du Sonderkommando (SS) 10-a.
Les 5 et 6 août 1942, les prisonniers de guerre soviétiques aux mains des Allemands furent forcés de creuser à Zmievskaïa Balka des fosses dans lesquelles ils furent ensuite jetés, après avoir été fusillés.
Le 9 août 1942, fut publiée dans le journal « La Voix de Rostov », une ordonnance enjoignant à la population juive de Rostov de se trouver à 8 heures du matin, le 11 août, à des points de rassemblement en vue d'un « changement de résidence ». Il leur était assuré qu'ils seraient bien traités. Depuis ce point de rassemblement, par groupe de 200 à 300 personnes, cette population fut transportée et poussée jusqu'au lieu du massacre. Là, les adultes furent tués par fusillade, (une partie des victimes dont des enfants fut toutefois tuée dans des camions à gaz (Gaswagen)). Outre les Juifs, un certain nombre de non-juifs furent également tués avec leurs familles lors de ce massacre.
Par la suite, les Allemands tuèrent encore à cet endroit des clandestins, des malades mentaux, des prisonniers de guerre et d'autres citoyens soviétiques. Et durant toute la période d'occupation qui dura environ 6 mois jusqu'en février 1943, les Allemands continuèrent d'exécuter les Juifs qui ne s'étaient pas présentés au rassemblement du 11 août.
La Commission extraordinaire de l'État a rendu compte après la guerre des procédures et du nombre estimé de Juifs tués. Selon cette commission 15 000 à 18 000 Juifs auraient été exécutés lors de ce massacre, sur un total de 28 000. Mais, en tout, durant la période d'occupation le chiffre de 22 000 est cité pour le territoire de l'Oblast de Rostov par la commission.
Parmi les victimes, se trouvaient Sabina Spielrein, célèbre psychanalyste (qui fréquenta Freud, Jung, Jean Piaget) et ses deux filles.
Après la libération de la ville par l'Armée rouge, six mois plus tard, le 14 février 1943, les Juifs qui avaient pu être évacués revinrent dans la ville de Rostov.
L'historien russe de la Shoah, Ilia Altman, donne pour l'été 1942 et l'ensemble des trois régions, chronologiquement les dernières à avoir été prises par les Allemands (Oblast de Rostov, Russie du Sud (dont la Crimée à l'époque) et Caucase du Nord ou Ciscaucasie), le chiffre total de 70 000 victimes juives environ.

## Mémorial

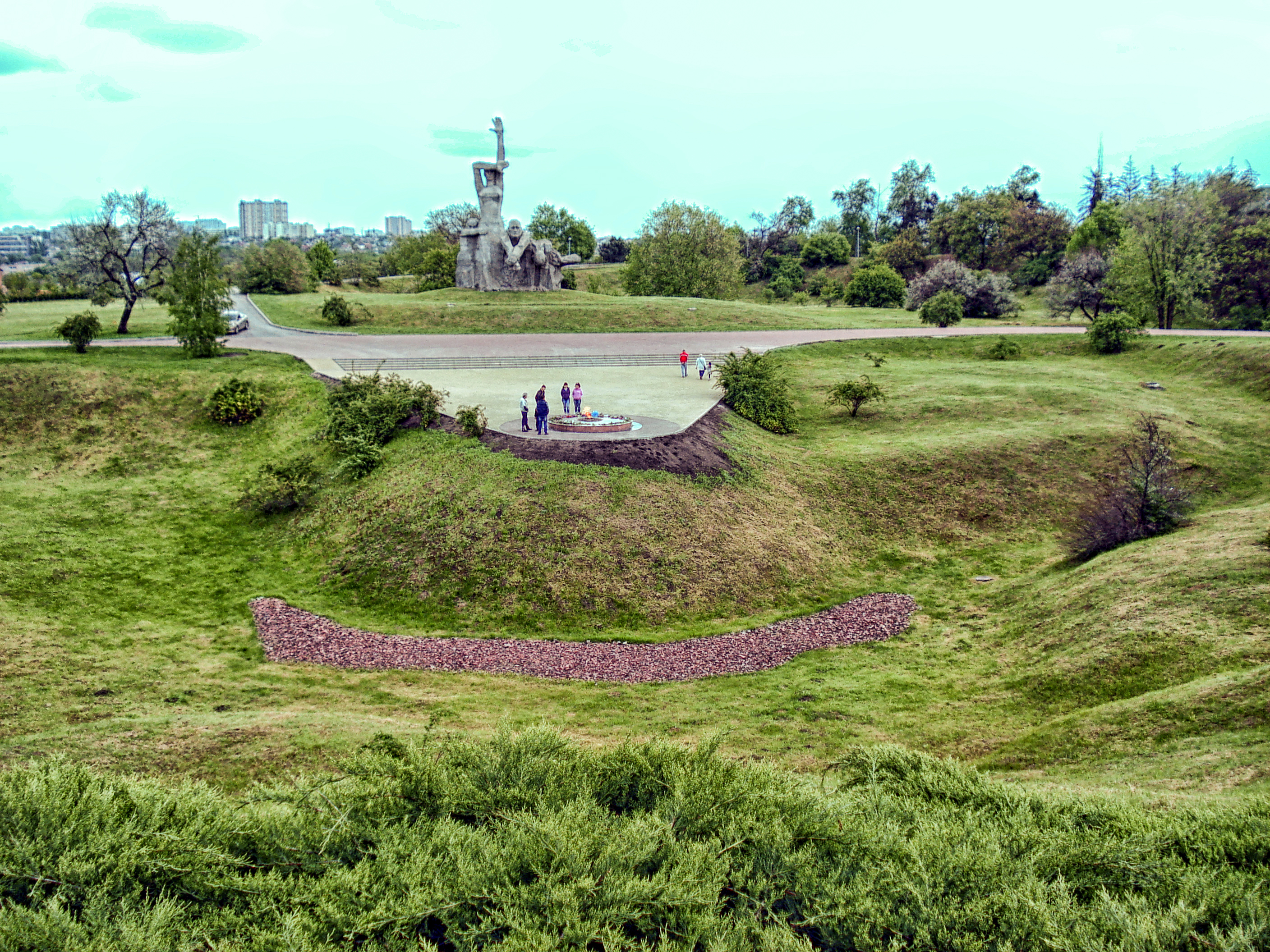
Monument commémoratif du massacre de Zmievskaïa Balka.

Le 9 mai 1975 fut ouvert le mémorial de Zmievskaïa Balka aux victimes du nazisme. Dans les années 1990 et 2000 le mémorial était dans un état déplorable. Le musée était fermé, les routes autour de l'édifice étaient défoncées, la flamme du souvenir ne fonctionnait plus.
Durant l'année 2009, des travaux furent entrepris et terminés pour restaurer ce mémorial.
En 2011, l'ancienne plaque commémorative a été remplacée par une nouvelle. Le texte de la précédente datant de 2004 disait : « les 11 et 12 août 1942, à cet endroit, furent assassinés 27 000 Juifs. Le mémorial érigé est le plus important de la Shoah en Russie ». La nouvelle plaque commémorative utilise à la place des termes « Juifs » les termes « 27 000 citoyens de Rostov-sur-le-Don et prisonniers de guerre soviétiques ».
En décembre 2013, à la suite de la décision de la commission interministérielle sur les noms de villes relative à la dénomination de lieux liés par des symboles à la mémoire collective, l'administration de la ville a décidé de changer la formulation du texte sur la plaque. Le nouveau texte approuvé devrait être formulé comme suit :
« 
À cet endroit, dénommé Zmievskaïa Balka, en août 1942, les occupants nazis ont exécuté 27 000 civils de Rostov-sur-le-Don. Parmi les victimes sont représentées de nombreuses nationalités. Zmievskaïa Balka est le lieu de la fédération de Russie où furent exécutés le plus grand nombre de Juifs durant la Seconde Guerre mondiale. »

## Liens
- (en) « Remembering Russia's largest Holocaust Massacre »
- (en) « Rostov Jewish Community Calls For Survivors, Children to Remember Zmievskaya Balka »
- (en) Site dedicated to the massacre
- (en) « Russia’s WWII Jewish veterans », jta.org
- (ru) Сайт, посвящённый казням в Змиёвской балке
- (ru) Змиёвская балка хранит тайну массовых расстрелов Zmievskaïa Balka garde le secret des massacres de masse.
- (ru) Урок на послезавтра
- (ru) Виктор Овчаренко. Вехи жизни Сабины Шпильрейн Les étapes de la vie de Sabina Spielrein par Victor Ovtcharenko
- (ru) Мовшович Е. В. Холокост в Ростовской области: уничтожение евреев на Нижнем Дону и в Восточном Приазовье // Донской временник. Год 2002-й: краеведческий альманах / Донская государственная публичная библиотека. Ростов-на-Дону, 1993—2014. La Shoah dans la région de Rostov : extermination des Juifs de la région du Don et de la mer d'Azov.
- (ru) Волошинова Л. Ф. История и современность Змиёвской балки // Донской временник. Год 2013-й: краеведческий альманах / Донская государственная публичная библиотека. Ростов-на-Дону, 1993—2014.